# علي السعوي
علي بن سليمان السعوي قاض سعودي، رئيس المحكمة الإدارية العليا في السعودية منذ 12 مارس 2021.

## حياته العلمية
تخرج من كلية الشريعة بجامعة الإمام محمد بن سعود الإسلامية، وحصل على شهادة الماجستير من المعهد العالي للقضاء.

## حياته العملية
كان رئيس محكمة الاستئناف بالمحكمة الإدارية العليا، وعضواً بالمحكمة الإدارية لجامعة الدول العربية، كما عمل رئيساً لمحكمة الاستئناف الإدارية بمنطقة الرياض، وعضواً في إدارة التفتيش القضائي بمجلس القضاء الإداري، ورئيساً لعدد من دوائر الاستئناف الإدارية، وقاضياً بالمحاكم الإدارية بديوان المظالم.